# 硫酸肼
硫酸肼是联氨与硫酸生成的盐类，指N2H5HSO4和N2H6SO4两种物质，常写作N2H4·H2SO4。
N2H6SO4遇水完全水解，产生N2H5HSO4，而N2H5HSO4尚未分离得到固体。N2H6SO4固体在室温下可以以正交晶系或单斜晶系存在。

## 性质
无色无味鳞状结晶或斜方结晶。微溶于冷水，易溶于热水，水溶液呈酸性。不溶于醇。在空气中稳定，不易吸湿。为强还原剂。不可与碱类、氧化剂共存。有毒，致癌。
硫酸肼受热分解，其分解产物是硫酸铵和硫酸氢铵。

## 制备
尿素、次氯酸钠、液碱在高锰酸钾存在下反应，制得肼，经蒸馏，再同硫酸发生中和，生成物经冷却结晶、过滤、干燥，制得硫酸肼成品。
{\displaystyle {\rm {\ NaOCl+NH_{2}CONH_{2}+2NaOH{\xrightarrow {KMnO_{4}}}N_{2}H_{4}\cdot H_{2}O+}}}{\displaystyle {\rm {\ NaCl+Na_{2}CO_{3}}}}
{\displaystyle {\rm {\ N_{2}H_{4}\cdot H_{2}O+H_{2}SO_{4}\rightarrow N_{2}H_{4}\cdot H_{2}SO_{4}+H_{2}O}}}
硫酸氢铵和水合肼反应，也能得到硫酸肼：
NH4HSO4 + N2H4·H2O → N2H5HSO4 + NH3 + H2O

## 用途
用作有机合成试剂，用于制取偶氮二异丁腈，以及制造药品、杀虫剂、灭菌剂等。化学镀时用作还原剂。也用作塑料和橡胶的发泡剂等。
硫酸肼在美国是营养补充剂，用以对抗癌症造成的患者厌食、消瘦等症状。 1970年代中期美国的 Joseph Gold 首先提出硫酸肼治疗法以控制癌患者恶病质的发展。其原理是癌细胞需要靠葡萄糖的糖酵解来产生能量，而此过程的产物乳酸在肝脏中又经过另一耗能过程——糖异生再转变为葡萄糖。由于肼是化学性质很活泼的化合物，可能在体内对糖异生中的磷酸烯醇式丙酮酸羧化激酶有抑制作用，因此使用硫酸肼可能阻断糖异生过程，并因此控制恶病质的发展。 这一替代医学疗法在1990年代中期因《阁楼》成人杂志创办人妻子 Kathy Keeton 的宣传而广为人知。Keeton 曾用这一方法治疗自己的转移性乳腺癌， 并声称自己因使用这一疗法而使寿命延长数年。不过至今，硫酸肼疗法的效果仍然受到很大的争议。